# Hollow Knight
Hollow Knight é um jogo indie de gênero metroidvania desenvolvido e publicado pela Team Cherry, lançado para Microsoft Windows, macOS e Linux em 2017 e, posteriormente, para Nintendo Switch, Playstation 4 e Xbox One em 2018. O seu desenvolvimento foi sustentado através de uma campanha no Kickstarter, onde arrecadou cerca de AU$57.000 até o final de 2014.
No jogo, um cavaleiro sem nome explora um reino em ruínas habitado por insetos, desbloqueando habilidades novas que ajudam a explorar e livrar o reino de uma infecção causada por um deus esquecido.
Até o início de 2019, Hollow Knight havia vendido 2,800,000 de cópias no mundo inteiro. Uma sequência chamada Hollow Knight: Silksong está em desenvolvimento desde 2019.

## Jogabilidade
Hollow Knight é um jogo de ação e aventura em estilo metroidvania 2D que se passa em Hallownest, antigo reino fictício. O jogador controla um silencioso receptáculo enquanto explora um mundo subterrâneo. O cavaleiro utiliza uma arma pontiaguda (chamada de ferrão), tanto em combate quanto para interação com o ambiente.
Na maior parte das áreas do jogo, insetos hostis podem ser encontrados juntos com outras criaturas. Combates geralmente envolvem usar a arma para eliminar os inimigos em curto alcance, mas o jogador eventualmente aprende algumas magias que permitem combate à distância. Inimigos derrotados deixam cair uma moeda chamada Geo. O cavaleiro começa com um número limitado de máscaras (5 máscaras), que representam os pontos de vida do jogo, e pedaços de máscara podem ser coletados para formar máscaras completas que aumentam a vida máxima do jogador. Ao atingir inimigos, o cavaleiro coleta Alma, que é guardada em um Receptáculo de Alma, e pode ser usada para se curar ou para lançar magias. Quando todas as máscaras se quebram, o cavaleiro morre e a Sombra aparece no local, o jogador perde toda Geo que possuía e passa a carregar uma quantidade limitada de Soul, sendo forçado a derrotar a Sombra para poder pegar seus Geos de volta e recuperar o máximo de Alma. O jogo utiliza bancos espalhados pelo reino como pontos de salvamento, onde restauram sua vida por completo e lhe dão a opção de mudar seus amuletos. Inicialmente, o jogador pode utilizar Alma apenas para regenerar vida, mas posteriormente aprende novas magias que também consomem Alma.
O jogo também utiliza Amuletos, onde sua função é de dar habilidades especiais ao jogador. Para equipar e/ou remover amuletos, terá que estar sentado em um banco. Amuletos podem ser obtidos por 2 formas diferentes: encontrando-os no mapa ou comprando eles em certas lojas. O Cavaleiro precisará de uma certa quantidade de encaixes para equipar amuletos, e os encaixes podem também ser encontrados pelo reino de Hallownest ou podem ser comprados em certas lojas (o Cavaleiro começa com 3 encaixes e 0 amuletos). Caso o jogador coloque um ou mais amuletos que excedam o limite de encaixes, ele terá a Sobrecarga, que fará com que ele tome o dobro de dano quando for atacado. O jogo possui um total de 40 amuletos e de 11 encaixes.
Muitas áreas apresentam inimigos mais desafiadores e chefes que o jogador pode derrotar para poder progredir. A derrota de alguns dos chefes recompensa o jogador com novas habilidades. Durante o jogo, o jogador encontra vários personagens não jogáveis (NPCs), com os quais pode interagir. Estes NPCs fornecem informações sobre a história do reino, vendem e compram itens, ou oferecem ajuda e serviços. Alguns itens fornecem habilidades necessárias para avançar na exploração do reino, como pulo duplo e escalada de parede.
Hallownest consiste de várias áreas grandes e interconectadas, com temas únicos. Com sua jogabilidade não linear, Hollow Knight não força o jogador a seguir caminhos específicos, nem exige a exploração do mundo completo, mas possui obstáculos que limitam o acesso a certas áreas, sendo assim obrigatório que o jogador encontre certos chefes ou itens para poder progredir. O jogo também oferece maneiras de se movimentar pelo reino de maneira mais rápida, incluindo uma rede de túneis, elevadores, bondes, e magia. Quando os jogadores entram em uma nova área, eles não possuem acesso ao mapa do local, precisando encontrar um NPC cartógrafo que pode vender uma versão inicial do mapa, que vai sendo progressivamente revelado conforme o jogador avança na exploração da área.

## Desenvolvimento
A ideia que inspirou a criação de Hollow Knight veio de um game jam, Ludum Dare 2013, no qual dois dos desenvolvedores do jogo, Ari Gibson e William Pellen, desenvolveram um jogo chamado Hungry Knight, no qual o personagem que viria a se tornar o cavaleiro matava insetos para fugir da fome. O jogo, considerado "não muito bom", recebeu nota 1 de 5 no Newgrounds, mas atualmente possui nota 4 de 5. Os desenvolvedores decidiram trabalhar em outra game jam com tema "abaixo da superfície", mas perderam o prazo. Entretanto, o conceito trouxe a ideia de criar um jogo com ambientação subterrânmea, um reino "antigo e profundo", e com personagens insetos.
Influências do jogo incluem Faxanadu, Metroid, Mega Man X, e Zelda II, com o Team Cherry afirmando que queria replicar o senso de maravilha e descobrimento dos jogos de sua infância, onde "podia haver segredos incríveis ou criaturas estranhas".
Acreditanto que o controle do personagem era o mais importante para a diversão do jogador, os desenvolvedores basearam o movimento do cavaleiro em Mega Man X, não dando ao personagem aceleração (ou desaceleração) ao se mover horizontalmente, assim como um grande controle de movimento no ar e a habilidade de interromper um pulo usando um dash. A intenção era fazer o jogador achar que qualquer dano tomado poderia ter sido evitado até o último momento.
Para criar a arte do jogo, os desenhos de Gibson foram usados diretamente no motor do jogo, criando uma "sensação de lugar vívido", e os desenvolvedores decidiram manter o visual simples para prevenir o prolongamento do tempo de desenvolvimento. A complexidade do mundo foi baseada em Metroid, permitindo os jogadores ficarem desorientados e perdidos, focando na diversão em encontrar o caminho certo, e possuindo apenas poucos sinais básicos para direcionar os jogadores para locais importantes. O maior desafio de design foi criar o sistema de mapas e encontrar um equilíbrio entre não entregar os segredos do jogo e não deixar os jogadores completamente às escuras.
Hollow Knight foi revelado no Kickstarter em novembro de 2014, buscando a soma de AU$ 35 mil. O jogo ultrapassou este objetivo, arrecadando mais de AU$ 57 mil. A primeira versão beta foi lançada em setembro de 2015 e a campanha continuou a alcançar vários objetivos, adicionando mais conteúdo e permitindo a mudança de motor de jogo do Stencyl para Unity. Alguns dos conteúdos, como "The Abyss", apesar de não terem sido completamente cobertos pelos fundos da campanha, ainda conseguiram ser inseridos no jogo de maneira reduzida.

### Lançamento
A versão do Nintendo Switch de Hollow Knight foi anunciada em janeiro de 2017 e lançada em 12 de junho de 2018. Team Cherry originalmente planejou disponibilizar o jogo no Wii U, com o desenvolvimento iniciando em 2016, junto da versão para PC, mas o foco eventalmente mudou para o Switch, com a desenvolvedora australiana Shark Jump Studios auxiliando no processo de portabilidade. Inicialmente, Team Cherry planejou que a versão do Switch chegasse "não muito depois do lançamento da plataforma", mas acabaram atrasando o lançamento para o início de 2018. Uma data de lançamento não foi anunciada até a apresentação da Nintendo Direct em 12 de junho de 2018, quando foi revelado que o jogo estaria disponível no mesmo dia através da Nintendo eShop.
Em 3 de agosto de 2017, o DLC Hidden Dreams (Sonhos Escondidos) foi lançado, apresentando dois novos chefes opcionais, duas novas músicas para a trilha sonora, um sistema de viagem rápida, e uma nova estação para ser descoberta. Em 26 de outubro de 2017, o DLC The Grimm Troupe (A Trupe Grimm) foi lançado, adicionando novas missões, novos chefes, itens, inimigos, além de suporte para os idiomas russo, português, e japonês. Em 20 de abril de 2018, o DLC Lifeblood (Sangue Vital) foi lançado, trazendo várias otimizações, mudanças na palheta de cores, conserto de bugs, assim como um novo chefe. Em 23 de agosto de 2018 foi lançado o último DLC, Godmaster (Deus Mestre), contendo novos personagens, chefes, música, um novo modo de jogo, e dois novos finais. Este DLC foi renomeado devido a preocupações com direitos autorais do nome anterior, Gods and Glory.

## Recepção
As versões de Hollow Knight para PC e PlayStation 4 receberam críticas "geralmente positivas", e as versões do Nintendo Switch e Xbox One receberam "aclamação crítica", de acordo com o agregador Metacritic. Jed Whitaker, do Destructoid, elogiou-o como "uma obra de arte dos jogos... e certamente uma arte digna de ir para um museu". Na PC Gamer, Tom Marks o chamou de "um novo clássico". Os críticos elogiaram bastante a atmosfera, visuais, som, e música, notando a grandeza do mundo do jogo.
Críticos avaliaram o sistema de combate como simples, sem surpresas ou nuances; elogiaram a responsividade e o sistema de movimento. Na IGN, Tom Marks afirmou que "o combate em Hollow Knight é relativamente simples, mas inicia meio confuso... Ele te recompensa muito por sua paciência e habilidade". Na sua crítica para a PC Gamer, Marks elogiou o "brilhante" sistema de amuletos, afirmando que "o que é impressionante sobre esses amuletos é que você nunca acha uma combinação 'certa'. Não havia escolha errada." Nintendo World Report afirmou que "os amuletos oferecem uma grande variedade de melhorias ... Alguns amuletos ... eram tão essenciais, que removê-los parecia como trocar uma parte de mim mesmo por uma chance de vencer a próxima batalha".
A dificuldade de Hollow Knight recebeu atenção de alguns críticos e foi descrita como desafiadora; Vikki Blake, da Eurogamer, chamou o jogo de "implacavelmente duro, as vezes até injusto". Para a Nintendo World Report, Adam Abou-Nasr também achou que era injusto, chegando a escrever em suas anotações que o jogo era "tão frustrantemente difícil que eu não consigo recomendá-lo", mas "ele eventualmente fez sentido". Destructoid "nunca achou nenhum dos chefes injustos". Críticos de ambos Destructoid e Nintendo World Report se sentiram realizados após vencerem lutas difíceis. Críticos também fizeram comparações ao Dark Souls, mencionando a mecânica de perder todo o dinheiro após a morte e ter que derrotar a Sombra para recuperá-lo. Destructoid elogiou esta mecânica, assim como a magia de cura segurando um dos botões, porque "isso resolve alguns problemas que outros jogos possuem, havendo uma punição apropriada para suas falhas, e um sistema de risco e recompensa".

### Vendas
Hollow Knight havia vendido mais de 500 mil cópias até novembro de 2017, passando de 1 milhão de vendas nas plataformas PC em 11 de junho de 2018, um dia antes de ser lançado no Nintendo Switch, onde vendeu mais de 250 mil cópias nas primeiras duas semanas. Em julho de 2018, já havia vendido 1,25 milhão de cópias. Em fevereiro de 2019, Hollow Knight havia vendido mais de 2,8 milhões de cópias.

### Prêmios
O jogo foi nomeado para "Melhor jogo de PC" na premiação "Jogo do Ano 2017" da Destructoid, e para "Melhor jogo de Plataforma" na premiação "Melhores de 2017" da IGN. Recebeu o prêmio de "Melhor jogo de Plataforma" da PC Gamer na premiação "Jogo do Ano 2017". Polygon nomeou-o entre os melhores da década.
| Ano  | Prêmio                                                | Categoria                             | Resultado | Fonte         |
| ---- | ----------------------------------------------------- | ------------------------------------- | --------- | ------------- |
| 2017 | SXSW Gamer's Voice Awards 2017                        | Voz do Jogador (Single Player)        | Indicado  | [ 43 ]        |
| 2017 | The Game Awards 2017                                  | Melhor lançamento Indie               | Indicado  | [ 44 ]        |
| 2018 | Game Developers Choice Awards                         | Melhor Lançamento (Team Cherry)       | Indicado  | [ 45 ] [ 46 ] |
| 2018 | 14th British Academy Games Awards                     | Lançamento                            | Indicado  | [ 47 ] [ 48 ] |
| 2018 | Golden Joystick Awards                                | Jogo do Ano para Nintendo             | Indicado  | [ 49 ] [ 50 ] |
| 2018 | Australian Games Awards                               | Jogo Independente do Ano              | Venceu    | [ 51 ]        |
| 2018 | Australian Games Awards                               | Jogo do Ano Desenvolvido na Austrália | Venceu    | [ 51 ]        |
| 2019 | National Academy of Video Game Trade Reviewers Awards | Direção de Arte, Fantasia             | Indicado  | [ 52 ] [ 53 ] |

## Sequência
Uma sequência, intitulada Hollow Knight: Silksong, está em desenvolvimento e planejada para lançamento nas plataformas Microsoft Windows, macOS, Linux, e Nintendo Switch, com a Team Cherry afirmando que "mais plataformas poderão ser adicionadas no futuro. O jogo originalmente seria um DLC para Hollow Knight, mas se tornou "muito grande e único para ser um DLC". Mesmo lançado separadamente, os apoiadores da campanha de Hollow Knight no Kickstarter receberão Silksong gratuitamente.